# Исмаилово (Дюртюлинский район)
Исмаи́лово (баш. Исмаил) — село в Дюртюлинском районе Башкортостана, административный центр Исмаиловского сельсовета. Согласно переписи 2020 года население составляло 1768 человек.

## История

### Дореволюционный период
Село было основано в начале XVIII века башкирами Еланской волости Казанской дороги на собственных вотчинных землях.

Одним из противников Яркея, как это видно из источников, сторонника колониальных сил, был мулла Исмагил (Исмаил) из Еланской волости, идеолог и крупнейший руководитель башкирского восстания 1704-1711 гг., основатель дер.Исмаилово (ныне в Дюртюлинском районе). Кстати, о нём Яркей в беседе с Тевкелевым сообщает, что Исмаил-мулла умер в 1727 году...
... известно об участии наших земляков в восстании 1704-1711 гг. Почти все население края поднялось на борьбу. Из Еланской волости Исмагил мулла руководил командой численностью 3000 человек. Москов Уразаев (родственник Яркея Янчурина) из дер.Елан командовал двухтысячным отрядом, Уразай батыр (дер.Елан или Куктау) также был в числе руководителей движения...
... Карателями были сожжены сотни деревень, иногда вместе с жителями, уничтожено заготовленное сено, убранный и неубранный хлеб, отобраны десятки тысяч лошадей, коров и т.д. Наряду со многими другими были казнены одни из главных руководителей движения Масегут Уразаев (брат Москова Уразаева) из Еланской волости, батыр Умер Тохтаров – старшина Булярской волости, убит во время сражения сын Исмаила муллы Селим, в своей «деревне повешен» житель дер.Лаяшты Мустафа Табанаев… В одном из документов правительственные чиновники писали: «Казанская дорога вся искоренена».
В грозные 1812-1814 годы в деревне Исмаилово были сформированы два тептярских конных полка, которые с первых и до последних дней войны сражались с французскими захватчиками, являя собой пример героизма и мужества в битвах под Бородино, в действиях партизанских отрядов Давыдова, Кудашева и других. 5 башкирских полков участвовали в грандиозном сражении под Лейпцигом 4-7 октября 1813 года...

На 1 декабря 1930 года в Илишевской и Исмаиловской волостях насчитывалось 97 колхозов, объединивших 2025 крестьянских хозяйств, в пользовании которых имелось 1134 лошади. — История Илишевского района

Охарактеризуем села Еланской волости. К ней относится д. Исмаилово. В 1795 г. в ней зафиксировано 156 башкир при 20 дворах, 87 тептярей (10 дворов), 11 марийцев (1 двор). Тептяри и мишари проживают здесь с 1773 г., первые по припуску, вторые на покупной у башкир земле. Часть тептярей, быть может, из удмуртов (они находились в этом сословии) припущена еланцами по партикулярному (частному) договору 1789 г. В 1816 г. было 204 башкира, 116 мишарей, 106 тептярей из татар, 74 тептяря... 
— Асфандияров А. З. «История сел и деревень Башкирской АССР» т. 6, 1995)

В селе Исмаилово современного Дюртюлинского района РБ (бывшая Еланская волость Бирского уезда Уфимской губернии) башкиры стали проживать вместе с тептярами и мишарами с 1773 года. Тептяри осели на этой земле по припуску, мишари на покупной у башкир земле. В 1859 году башкир-вотчинников и припущенников в поселении было примерно поровну (403 и 415 человек).— Гульнара Рустэмовна Кутушева. «Традиционный костюм башкир и татар в западном Башкортостане: (к проблеме этнокультурных взаимодействий». Российская академия наук, Уфимский научный центр, Центр этнологических исследований, 2003. Башкортостан (Россия) - 264 стр.)
По данным ревизских сказок 1859 года за номером № 36210 от 13.03.2009 г. в архиве РБ: «населенный пункт Исмаилова д., уезд Бирский, губерния Оренбургская, волость 16 башк. кантон, социальный слой башкиры, мещеряки, тептяри».
В «Списке населенных мест по сведениям 1870 года», изданном в 1877 году, населённый пункт упомянут как деревня Исмагилова 4-го стана Бирского уезда Уфимской губернии. Располагалась при речке Хосуязе, на почтовом тракте из Бирска в Мензелинск, в 70 верстах от уездного города Бирска и в 18 верстах от становой квартиры в деревне Дюртюли. В деревне, в 160 дворах жили 977 человек (499 мужчин и 478 женщин, мещеряки), была мечеть. Жители занимались земледелием, скотоводством, пчеловодством.

### Послереволюционный период
В период сталинских советских репрессий были раскулачены семьи Акмухамметовых (татары), Мулламухамметовых (татары), Юсуповых (татары), Мифтахетдиновых (татары), Валеевых (башкиры), Хуснутдиновых (татары), Разовых (башкиры), Загидуллиных (башкиры), Багаутдиновых (башкиры), Масалимовых (татары), Хабибовых (татары, башкиры), Садретдиновых (татары), Гиндуллиных (татары, башкиры), Санагатуллиных (татары), Хасаньяновых (татары), Гимазетдиновых (башкиры), Нугумановых (башкиры), Нуркаевых (татары), Фахретдиновых (татары), Гизатуллиных (башкиры), Ахметшиных, Зариповых, Галлямовых (татары), Ахматовых (татары), Валиевых, Нургалиевых, Ахметовых (татары), Галимовых, Хамитовых (татары), Сафиуллиных (татары), Габдрахмановых (татары), Ямалтдиновых (башкиры), Зиганшиных (башкиры), Гузаировых  (татары) .
После раскулачивания население расселилось по Дюртюлинскому району, частично было выслано в Челябинскую область. Ныне часть потомков данных семейств проживают в Казани и Уфе.

## Население
| 2002 | 2009  | 2010  |
| ---- | ----- | ----- |
| 2006 | ↗2184 | ↘2081 |

## Географическое положение
Расстояние до:
- районного центра (Дюртюли): 18 км,
- ближайшей ж/д станции (Буздяк): 141 км.

## Инфраструктура
- ООО "Племзавод «Валиев»" — производство говядины.
- Колхоз им. 50-летия Башкирии.

## Религия
В селе есть мечеть.

## Известные уроженцы
- Газетдинова, Ильсияр Ибрагимовна (род. 1951) — театральная актриса, народная артистка Республики Башкортостан и Республики Татарстан, заслуженная артистка Российской Федерации.
- Масагутов, Рим Хакимович (род. 20 июля 1946) — горный инженер-геолог, доктор геолого-минералогических наук, член-корреспондент Академии наук Республики Башкортостан, заслуженный геолог Республики Башкортостан.
- Хакимов, Ризван Галимьянович — композитор, певец, заслуженный деятель искусств Республики Башкортостан, заслуженный артист Республики Татарстан.